# Lavault-Sainte-Anne
Lavault-Sainte-Anne är en kommun i departementet Allier i regionen Auvergne-Rhône-Alpes i de centrala delarna av Frankrike. Kommunen ligger  i kantonen Montluçon-Sud (3e Canton) som ligger i arrondissementet Montluçon. År 2022 hade Lavault-Sainte-Anne 1 138 invånare.

## Befolkningsutveckling
Antalet invånare i kommunen Lavault-Sainte-Anne
Referens: INSEE